# Salpingogaster minor
Salpingogaster minor är en tvåvingeart som beskrevs av Austen 1893. Salpingogaster minor ingår i släktet Salpingogaster och familjen blomflugor. Inga underarter finns listade i Catalogue of Life.